# ازبک‌ها
اُزبِک‌ها یک قوم ترک‌تبار عمدتاً ساکن در ازبکستان و مناطق اطراف آن، از جمله افغانستان، تاجیکستان، قرقیزستان، قزاقستان، ترکمنستان، روسیه و چین هستند. ازبک‌ها به زبان ازبکی از خانوادهٔ زبان‌های ترکی‌تبار سخن می‌گویند و بیشتر آن‌ها مسلمانان سنی مذهب هستند. از میان اقوامی که تحت حاکمیت شوروی بودند، ازبک‌ها دچار کمترین همگون‌سازی فرهنگی روسی (روسی‌سازی) شده‌اند و اغلب زبان ازبکی را به‌عنوان زبان نخست خود می‌شناسند.

## منشأ ژنتیکی

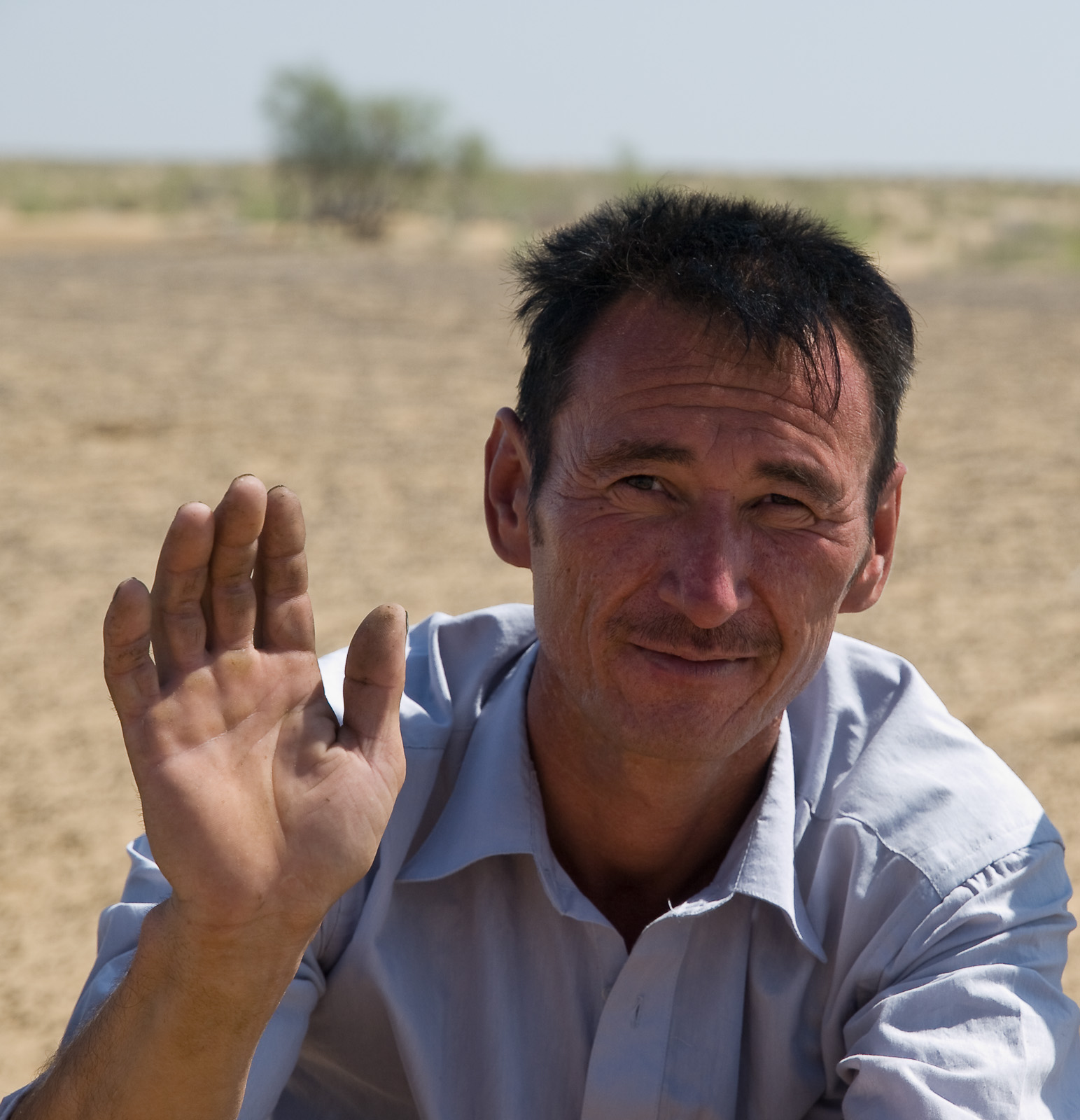
یک مرد ازبک در بخارا، ازبکستان

جمعیت امروزی ازبک‌ها نشان دهنده درجات مختلفی از تنوع ناشی از ترافیک بالای مسیرهای هجوم از طریق آسیای مرکزی می‌باشند. هنگامی که جمعیت موجود در آسیای مرکزی توسط قبایل ایرانی و سایر مردم هندواروپایی و همین‌طور چندین حمله شدید از ناحیه مغول‌ها تحت تأثیر قرار گرفت. بر اساس مطالعات اخیر ژن‌شناسی دانشگاه آکسفورد، ژن ازبک‌ها ترکیبی از مردمان ایرانی و مغول‌ها است. 

## تاریخچه

پرتره‌ای از شیبک خان

نام و نسب او را محمدشاه بخت خان بن بوداق سلطان بن ابوالخیر بن دولت شیخ بن ابراهیم‌اغلن بن فولاداوغلن بن منگوتیمور بن باداکول بن جوجی خان بن چنگیز خان گفته‌اند. خاندان شیبانی ابتدا در سیبری ساکن بودند و در ناحیه تیومن فرمانروایی می‌کردند. یک قسمت عمده از این شعبه تحت فرماندهی شیبک خان به ماوراءالنهر کوچ کردند و امرای تیموری را از بین برده، دولت ازبک‌ها را در آن نواحی تأسیس نمودند.
شیبک‌خان به نام جدش «شیبانی» تخلص می‌کرد. وی مردی بسیار دلیر و جنگجو، خودخواه و متعصب بود. در سال ۸۷۹ خ (۹۰۶ ق) شهر سمرقند و قسمتی از ماوراءالنهر را از یکی از نوادگان تیمور لنگ گرفت و به سلطنت نشست و از آن پس تا سال ۸۸۶ خ (۹۱۳ ق) نیز تمام ترکستان و ماوراءالنهر و سراسر خراسان و استرآباد را از دست بازماندگان سلطان حسین بایقرا و دیگر جانشینان تیموری به درآورد و از مغرب و جنوب با ولایت عراق عجم، کرمان و یزد که در قلمرو شاه اسماعیل یکم صفوی بود همسایه شد.
پس از فتح مغول در قرن سیزدهم، موج جدیدی از قبایل ترک‌زبان به جمعیت آسیای مرکزی پیوستند. در این دوره قبایل و طایفه‌هایی مانند نایمان، خیتای، برلاس، کاوشین، منغیت و دیگران در واحه‌های آسیای مرکزی مستقر شدند یک جزء مغولی وارد جمعیت ازبک شد. به گفته S. Tolstov، با حمایت تحقیقات مدرن توسط V. Trepavlov، بخش قابل توجهی از نیروهای مغول را قبچاق‌ها و سایر قبایل وابسته به رهبران نظامی مغول تشکیل می‌دادند. او معتقد بود که رواج قومیت‌های مغولی در میان ساکنان آسیای مرکزی: کونگرات، منغیت و دیگران همیشه نشان دهنده منشأ مغولی این قبیله‌ها است.
بعدها ترکی شدن طوایف مغولی از جمله چنگیزیان صورت گرفت. سیاح عرب ابن بطوطه با استناد به اطلاعاتی دربارهٔ حاکم اولوس چغاتایی، کبک خان (۱۳۱۸–۱۳۲۶) به نقل از اطلاعاتی مبنی بر صحبت او به زبان ترکی می‌گوید: پادشاه (کبک خان) تعجب کرد و گفت: «یخشی» که در ترکی به معنای «خوب» است. این شواهد نشان می‌دهد که چنگیزیدهای چاگاتای اولوس در آغاز قرن چهاردهم به نسخه محلی کارلوک آسیای مرکزی از زبان ترکی روی آوردند.
اسلامی سازی و ترکی شدن در خلق آثار ادبی، علمی و مذهبی به زبان ترکی نمود پیدا کرد. شاعر و نویسنده معروف ترک خوارزمی اواخر قرن سیزدهم تا اوایل قرن چهاردهم. ربگوزی بود. اثر اصلی ربغوزی، "قصه‌های ربغوزی از پیامبران" ("Kissai Rabguzi"، ۱۰۱۰–۱۳۰۹)، شامل ۷۲ داستان با مضامین مذهبی، عمدتاً از انجیل و قرآن است. یکی دیگر از شاعران معروف ترک حافظ خوارزمی است که در سال ۱۳۵۳ شعری به زبان ترکی به نام «محبت نام» سروده است. دو نسخه از این شعر باقی مانده است: نسخه اولیه، که به خط اویغوری در سال ۱۴۳۲ نوشته شده است، و نسخه دوم، در ۱۵۰۸–۱۵۰۹ بازنویسی شده است. به خط عربی نسخه خطی اویغور شامل ۱۰ شعر-نامه به زبان ترکی است. هر دو نسخه خطی در موزه بریتانیا نگهداری می‌شوند.
رزمندگان عشایری ازبک از دهه ۱۳۶۰ در خدمت تیمور بودند، به عنوان مثال منابع از جنگجویان ازبک در سال ۱۳۶۶ در کرشی و همچنین از بیک‌هایی (بخت خوجه ازبک) که در خدمت تیمور بودند گزارش می‌دهند. سپاهیان تیمور در لشکرکشی هند در سال ۱۳۹۹ شامل ۴۰۰ خانه ازبکی بود.
تیمور که ماوراءالنهر و خراسان را در یک دولت متحد کرد، توجه ویژه ای به توسعه زبان ادبی ترکی داشت. در جریان لشکرکشی به توختامیش در سال ۱۳۹۱، تیمور دستور داد کتیبه‌ای به زبان جغتای با حروف اویغوری در کوه آلتین شوکی حک شود - هشت سطر و سه سطر به زبان عربی، حاوی متن قرآن. در اصل بخصوص نوشته شده بود: … Turonning sultoni Temurbek uch yuz ming cherik birla islom uchun Tuktamish khon bulgar khoni yuridi... اسناد حقوقی دولت تیمور به دو زبان فارسی و ترکی تنظیم شد؛ مثلاً سندی از سال ۱۳۷۸ مبنی بر اعطای امتیاز به نوادگان ابومسلم ساکن خوارزم به زبان ترکی جغتایی نوشته شده است.
تیموریان از زبان‌های ترکی و فارسی استفاده می‌کردند. در سال ۱۳۹۸، میرانشاه، پسر تیمور، دستور داد تا یک سند رسمی به زبان ترکی با خط اویغوری نوشته شود. نوه تیمور اسکندر سلطان میرزا (۱۳۸۴–۱۴۱۵) درباری داشت که شامل گروهی از شاعران بود، مانند میرحیدر که اسکندر او را تشویق به سرودن شعر به زبان ترکی می‌کرد. به پاس حمایت اسکندر سلطان، شعر ترکی «گل و نوروز» سروده شد.
روی جام شخصی الغ بیگ (۱۴۰۹–۱۴۴۹) کتیبه ای به زبان ترکی آسیای مرکزی (Karami Hakka nihoyat yukdur) حک شده بود که به معنای «سخاوت خداوند بی پایان است».
تقویت جایگاه و نقش زبان ترکی در عصر تیمور و تیموریان به شکل‌گیری زبان ادبی ازبکی انجامید. نوابغ ادبیات ترکی ظهور کردند: لطفی و علیشیر نوایی. نویسنده، مورخ و شاعر ترک‌زبان ظهیرالدین بابر (۱۴۸۳–۱۵۳۰) تأکید کرد: «اهالی اندیجان همه ترک‌زبان هستند.»
عشایری ترک‌زبان که در آغاز قرن شانزدهم به آسیای مرکزی آمدند. آنها به رهبری شیبانی خان در اینجا جمعیت زیادی از ترکها و ترکها را یافتند که در یک دوره طولانی تشکیل شده بودند. ازبک‌های دشت قبچاق به این جمعیت ترک‌زبان پیوستند و نام قومی خود «ازبک» را تنها به عنوان آخرین و جدیدترین افزوده قومی به آن منتقل کردند.
رهبر ازبک‌های نیمه کوچ نشین، شیبانی خان، خود به زبان ترکی آسیای مرکزی (جغتایی) شعر می‌سرود. مجموعه اشعار او که به زبان ادبی ترکی آسیای مرکزی سروده شده است، در حال حاضر در مجموعه نسخ خطی توپکاپی در استانبول نگهداری می‌شود. نسخه خطی اثر فلسفی و دینی او «بحرالخدو» که در سال ۱۵۰۸ به زبان ادبی ترکی آسیای مرکزی نوشته شده در لندن است. شیبانی خان در سال ۱۵۰۷، اندکی پس از تصرف خراسان، اثری منثور با عنوان «رسائل معارف شیبانی» به زبان ترکی آسیای مرکزی – جغتای – نوشت و آن را به پسرش محمد تیمور تقدیم کرد (نسخه خطی در استانبول نگهداری می‌شود). این مقاله از ضرورت شناخت احکام اسلام و فواید این علم برای حاکم سخن می‌گوید.
سلسله ازبکی شیبانی اگرچه به سلسله قبلی تیموریان تعلق نداشت، اما شخصیت تیمور از نظر آنان به عنوان فرمانروایی بزرگ در تاریخ توران تلقی شد و برخی از آنان سعی در تقلید از او داشتند. برای نمونه، وقایع نگار شیبانی عبدالله خان دوم، حافظ تنیش بخاری، می‌نویسد: «حاکم [عبدالله خان] با عظمت… افکار خود را متوجه رزمندگانی کرد که سنگ‌های فراوانی را جمع‌آوری کردند و در این مکان با عظمت، مسجدی بلند ساختند، تا خاطره اعمال بلند و کردارهای باشکوه آن‌ها بر صفحه آن زمان، چنان پرشکوه باشد بهشت، قطب سلامت و ایمان، امیر تیمور گورکان، رحمت و برکت بر او باد…».
عموی شیبانی خان، پسر ازبک خان ابوالخیر خان و دختر میرزا الغ بیک، کوچکنجی خان اجداد خود را هم در سلسله شیبانیان و هم تیموریان گرامی می‌داشت. محمدعلی بن درویش علی بخاری در سال ۱۵۱۹ به دستور شخصی خود «ظفرنامه» شرف الدین یزدی را از فارسی به ازبکی قدیم ترجمه کرد.
در زمان عموی شیبانی خان، شیبانی و از نوادگان میرزا الغ بیک سویونچجا خان تیموری و جانشینان وی، نقش زبان ازبکی در حیات ادبی منطقه تقویت شد. به دستور سویونچجا خان چند اثر از فارسی به ازبکی ترجمه شد. بعدها نسخه خطی «بوستان» شاعر ایرانی سعدی شیرازی با طراحی زیبا برای پسرش نوروز احمد خان بازنویسی شد.
اسناد رسمی فرمانروایان تاشکند نیز به زبان ازبکی قدیم گردآوری شده بود. نمونه‌هایی از این اسناد، به عنوان مثال اسناد ناشناخته قبلی از «مجموعه برچسب‌ها» هنوز نگهداری می‌شوند. عبدالله نصراللهی به دستور سویونچجا خان اثر تاریخی خود «زبدة الاثر» را به زبان ازبکی قدیم نوشت.
عبیدالله خان، برادرزاده شیبانی خان، خود به ترکی، فارسی و عربی با نام مستعار ادبی عبیدی شعر سروده است. مجموعه ای از اشعار او به دست ما رسیده است. عبیدالله خان سروده‌های تعلیمی ترکی چون «سیرنامه»، «شوق نامه» و «غیرت نامه» را سروده است. او تفسیری بر قرآن به زبان ترکی نوشت. نسخه ای از شعر او به زبان ترکی آسیای مرکزی به نام «دیوان عبیدی» (نسخه خطی در لندن، در موزه بریتانیا نگهداری می‌شود)، به دستور او توسط خوشنویس معروف هرات، سلطانعلی مشهدی بازنویسی شده است. عبیدالله تفسیری به زبان ترکی آسیای میانه به نام «کشف فاضل» («مفسر حکمت») نوشت و مجموعه نسخه‌های خطی مؤسسه شرق‌شناسی جمهوری ازبکستان حاوی نسخه‌ای از «کلیات عبیدی» است که شامل اشعار عبیدالله به زبان‌های عربی، فارسی و ترکی است.
اشترخانیان نیز مانند شیبانیان به توسعه زبان ادبی ترکی توجه داشتند. به این ترتیب، سبحانقلی خان که علم پزشکی داشت و به شفا می‌پرداخت، اثری در طب به زبان ترکی آسیای مرکزی به نام «احیای طب سبحانقلی» («احیا ی طب سبحانی») نوشت. یکی از نسخه‌های خطی در کتابخانه بوداپست نگهداری می‌شود
نمایندگان روس و نمایندگان نمایندگی‌های دیپلماتیک خارجی اطلاعات گسترده‌ای دربارهٔ ازبک‌های آسیای مرکزی ارائه می‌دهند. E.K Meyendorff، که در دهه ۱۸۲۰ از خوارزم دیدن کرد، خاطرنشان کرد که «ساکنان خیوه ازبک‌ها، فاتحان و اربابان کشور هستند».
وامبری خاطرنشان کرد که «ازبک‌ها به ۳۲ طایفه اصلی تقسیم می‌شوند: کونگراد، کیپچاک، خیتای، مانگیت، نوکس، نایمان، کولان، کیات، آس، تاز، سایات، جگاتای، اویغور، آکبت، درمن، یوشون، کانجیگالی، کانجیگالی، کانجیگالی، کانجیلی، بالغالی، چانه، آچمیلی، کاراکور-ساک، بیرکولاک، تیرکیش، کلکسر، مینگ. محقق تعجب می‌کند که ازبک‌های خیوه و کوکند و یارکند که زبان و آداب و چهره آنها کاملاً متفاوت است از تعلق خود نه تنها به یک قوم، بلکه به یک قبیله و یک خانواده آگاهند.

## نگارخانه

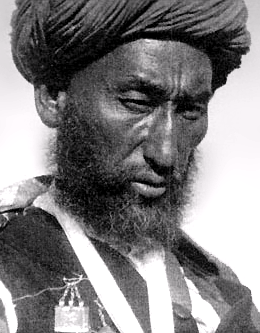
ابراهیم بک رهبر جنبش ضد شوروی، ۱۹۲۰ میلادی
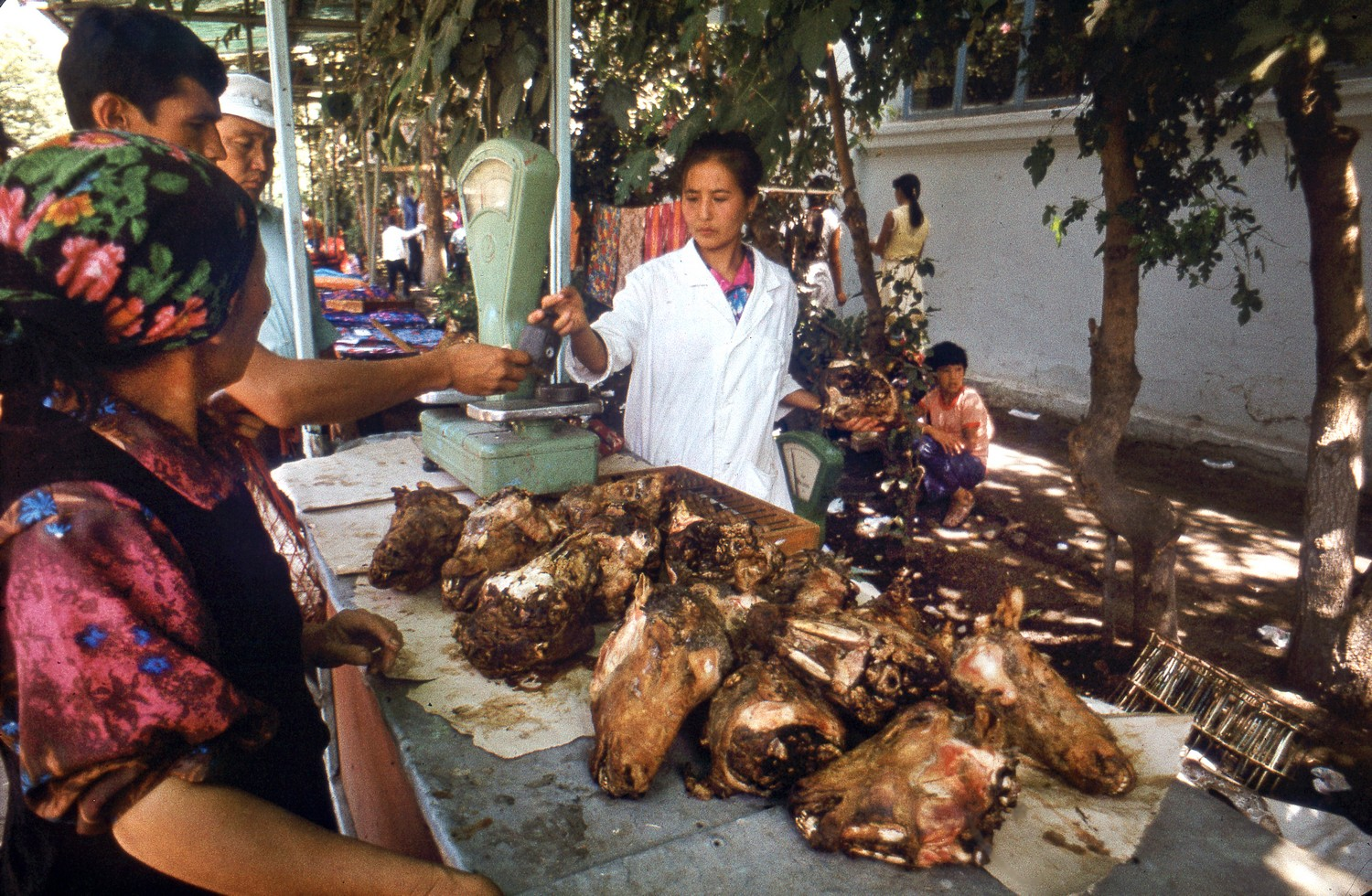
مردم ازبک در یک بازار در خیوه، ازبکستان
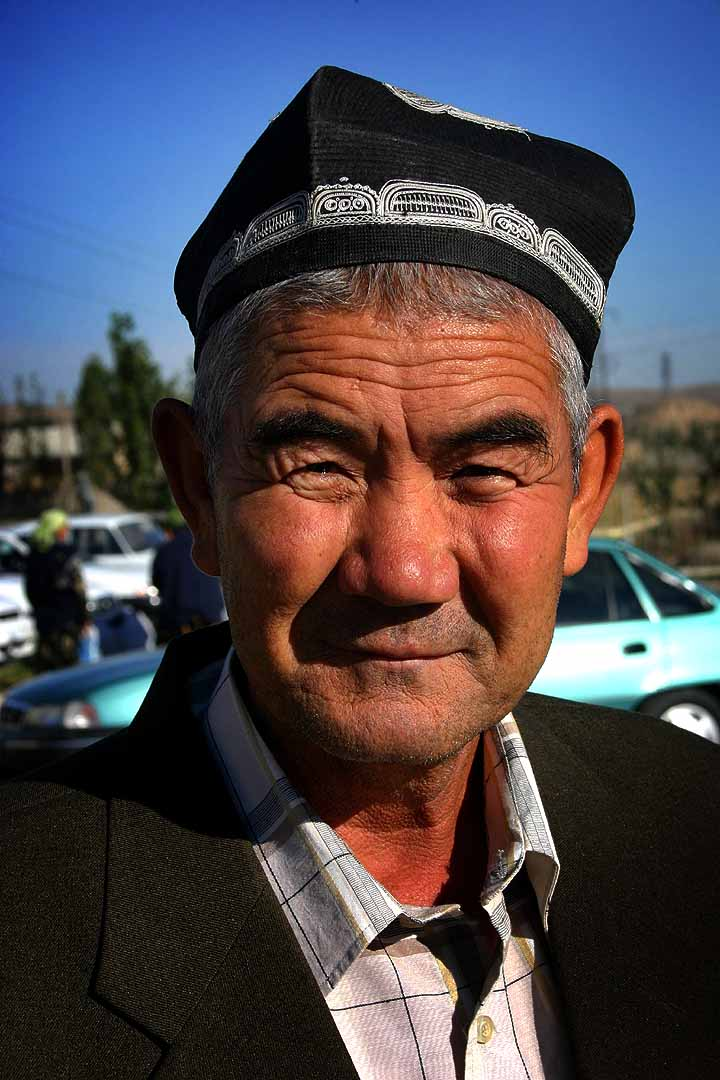
مرد ازبک در تاشکند
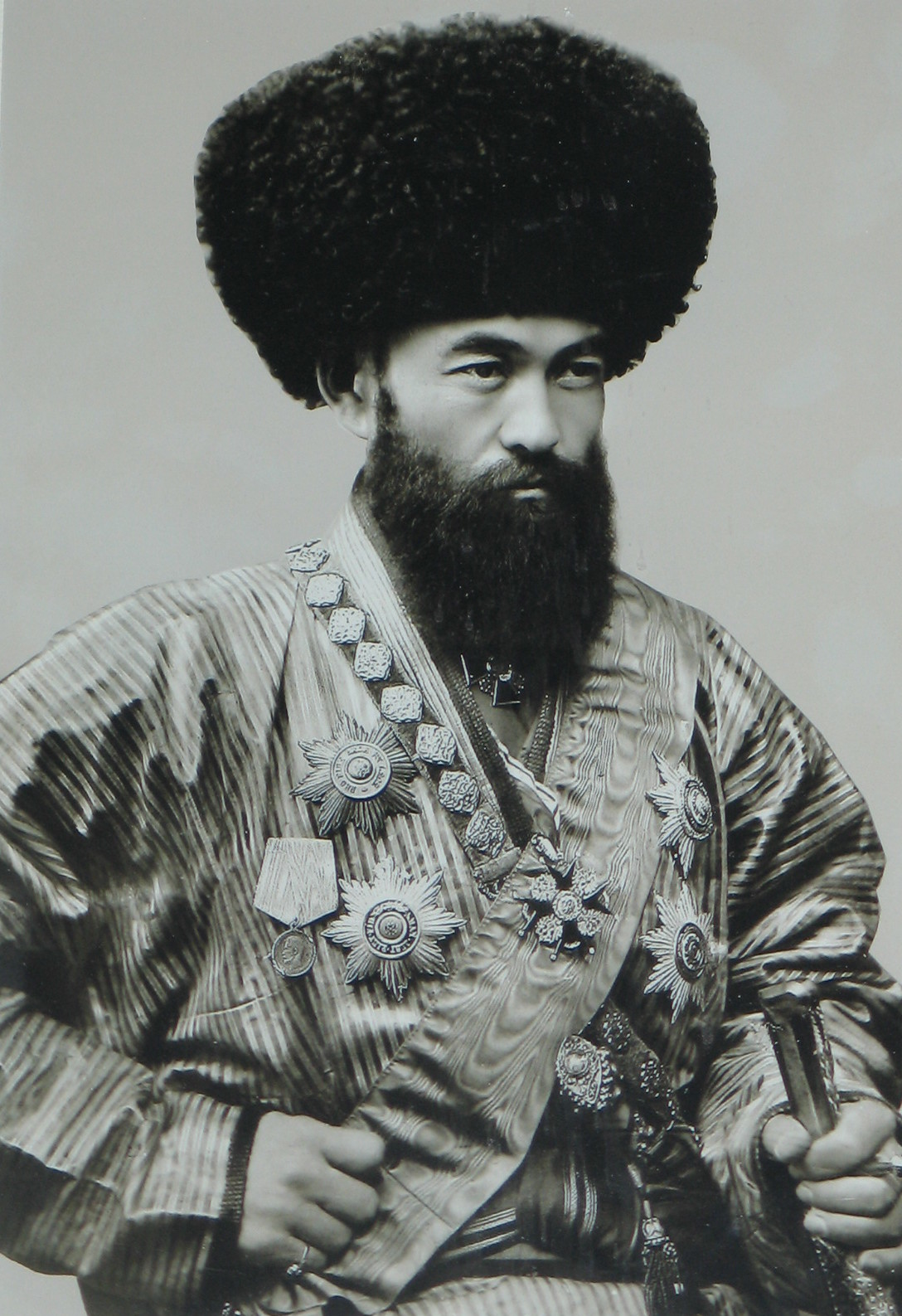
اسلام خواجه، وزیر ارشد خانات خیوه، ۱۹۰۰ (میلادی)
رسول پهلوان، یکی از رهبران نظامی ازبک‌ها در افغانستان
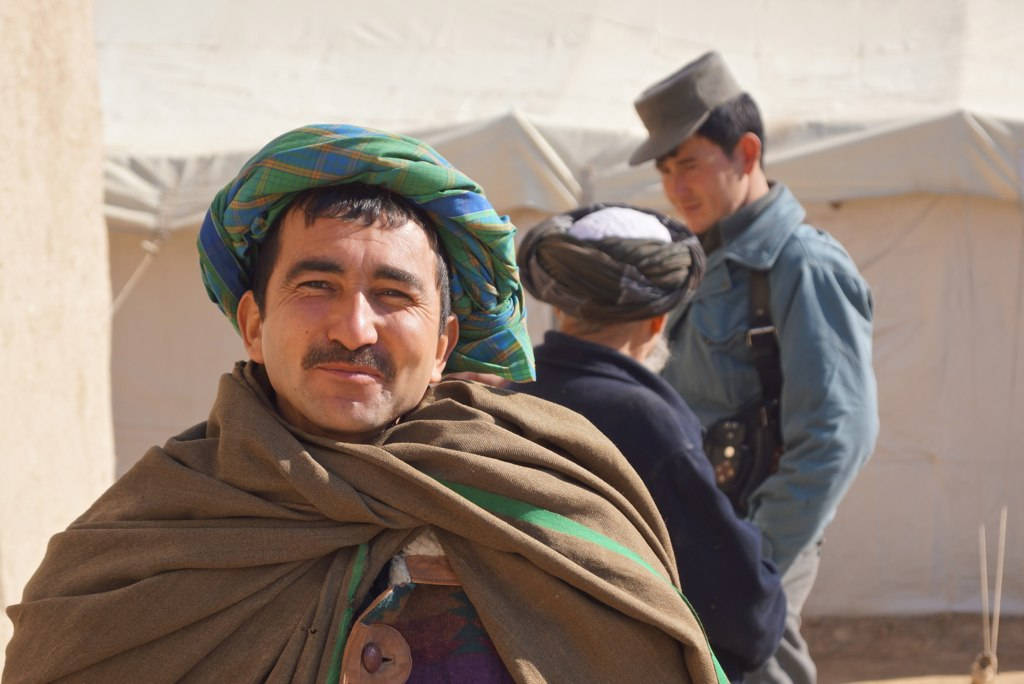
مرد ازبک با عبا و دستار
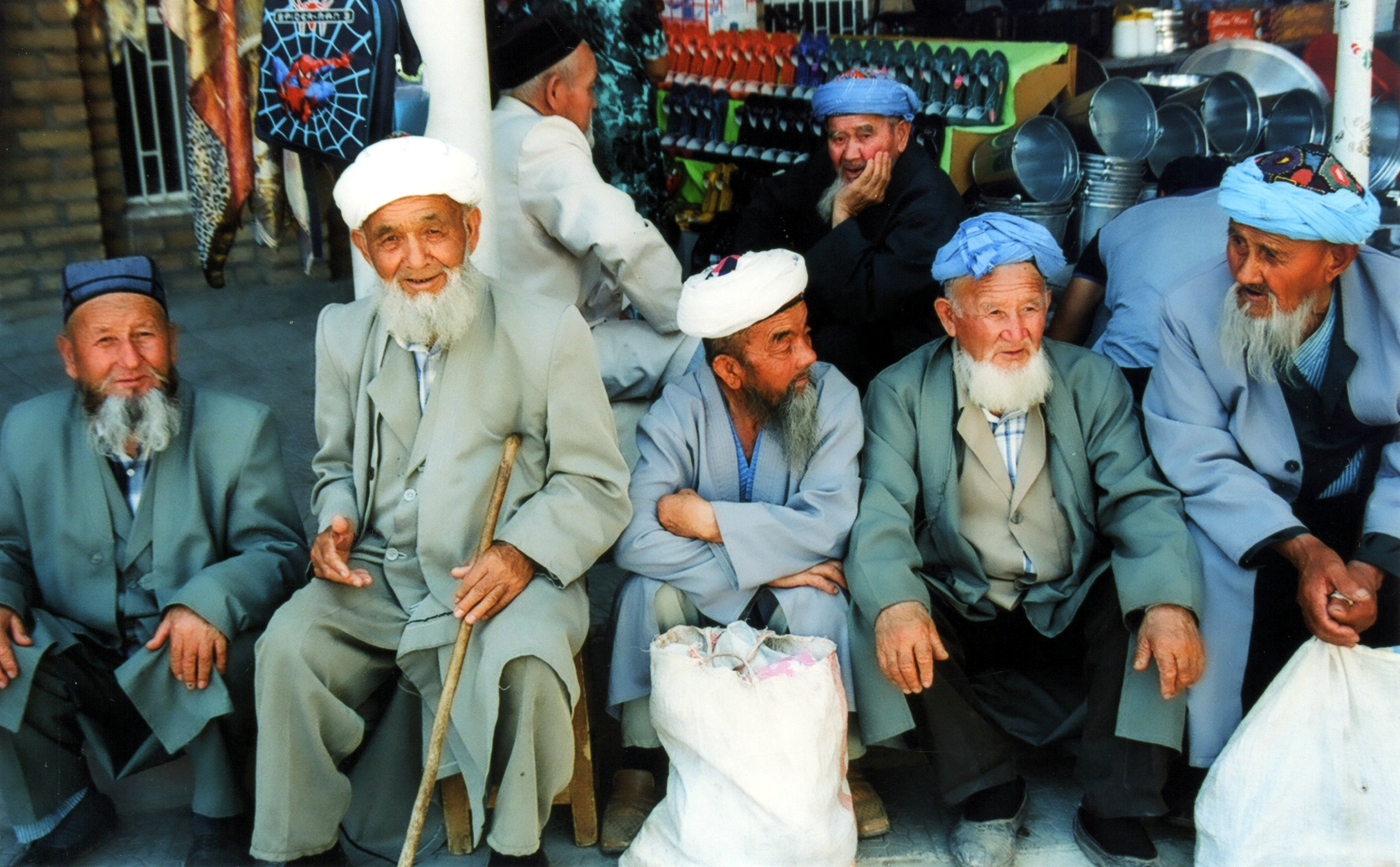
پیرمردان ازبک
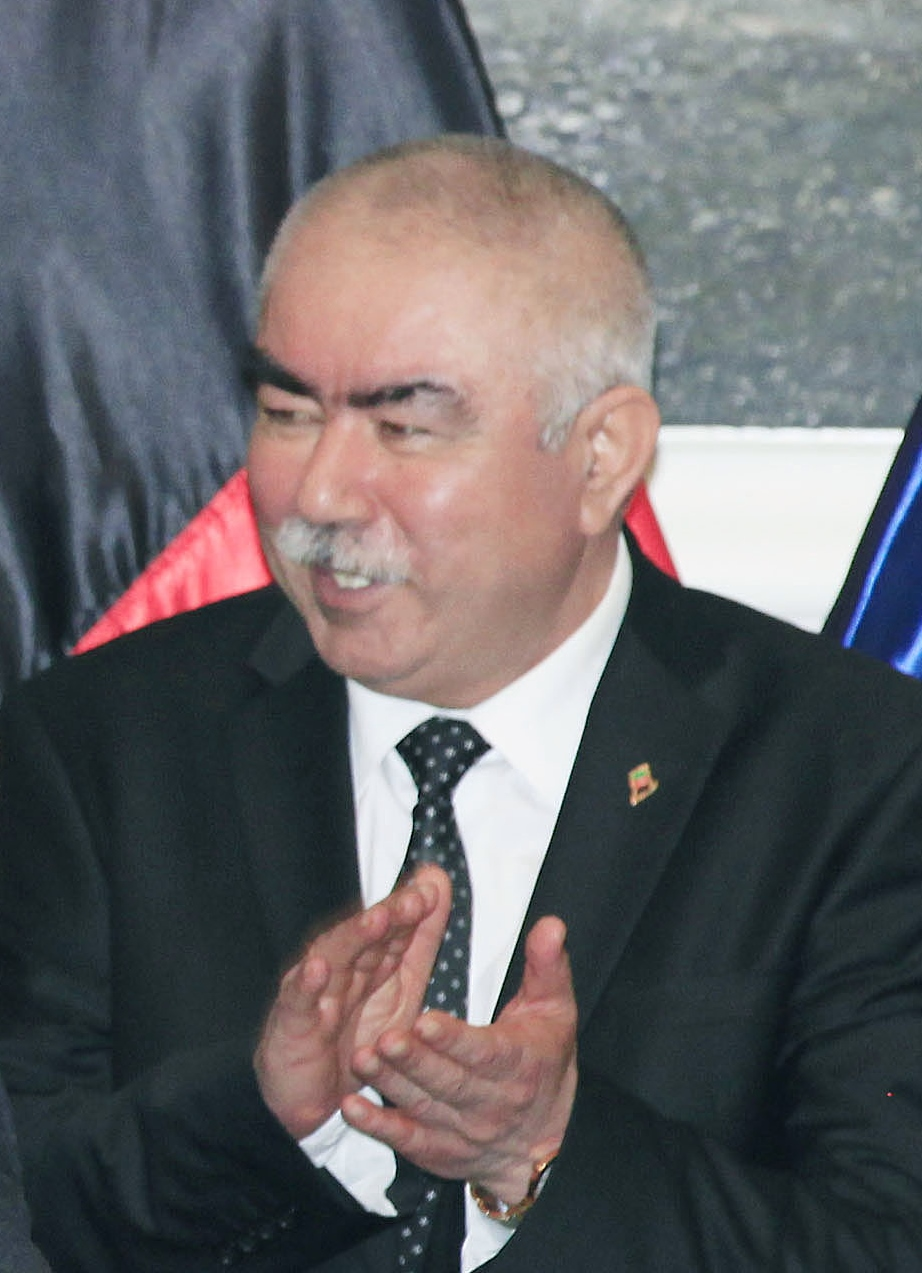
عبدالرشید دوستم، ازبک‌تبار اهل افغانستان